# Filosofia da percepção

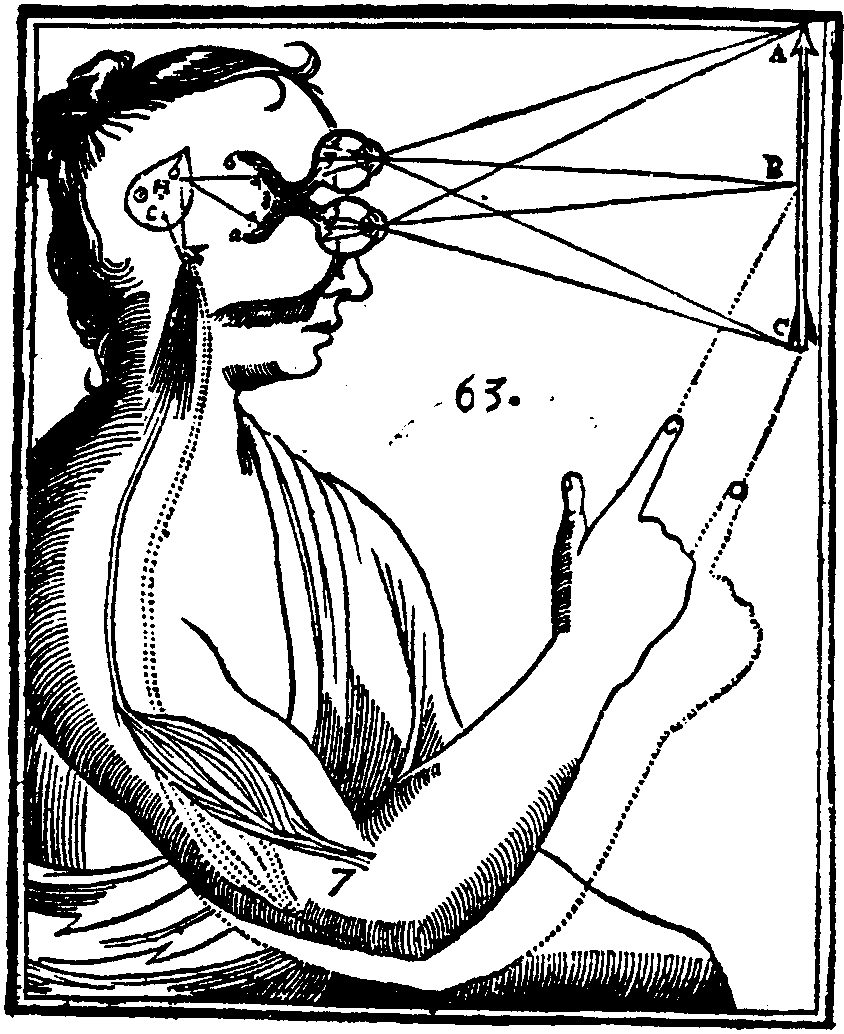
Diagrama de Descartes

A filosofia da percepção é uma área da filosofia que se dedica à natureza da experiência sensorial e perceptiva, o estatuto daquilo que é dado em tais experiências, e em particular à maneira como as crenças ou o conhecimento acerca do mundo físico podem ser baseados e justificados nessa base. Qualquer relato explícito da percepção requer um compromisso com uma variedade de visões ontológicas ou metafísicas.
Sistematicamente, podem ser distinguidas duas visões: internalismo e externalismo. O internalismo assume os objectos ou as bases do conhecimento perceptivo ou crença justificada, como sendo aspectos de mente de um indivíduo, como os estados mentais, que em princípio o indivíduo pode ter acesso. Em contraste, o externalismo diz que esta base não deve abranger estados mentais ou experiência, mas é constituída por aspectos do mundo externo ao indivíduo.